# 조암 나들목
조암 나들목(Joam IC)은 경기도 화성시 우정읍 주곡리에 설치된 평택시흥고속도로의 2번 교차로이다. 나들목 진출입로는 장안면 석포리와 접하고 있으며, 우정읍, 장안면, 팔탄면 등지로 진출할 수 있다. 건설 당시 가칭은 장안 나들목이었다.

## 연혁
- 2008년 3월 28일 : 나들목 신설을 위해 화성시 도시계획시설 교통광장에 우정읍 주곡리, 장안면 석포리 일원을 장안 나들목으로 고시[1]
- 2009년 4월 28일 : 선형 변경으로 인해 화성시 도시계획시설 교통광장 면적 변경[2]
- 2013년 3월 28일 : 평택시흥고속도로 개통과 함께 조암 나들목으로 통행 개시[3]

## 구조물 정보
- 위치: 경기도 화성시 우정읍 주곡리
- 영업소: 경기도 화성시 우정읍 평택시흥고속도로 10

## 접속하는 도로
- 국도 제82호선 (포승향남로)
- 지방도 제310호선 (버들로)
- 간접 연결 : 국도 제77호선 (쌍봉로, 멱우 교차로 이용)

## 교통량 정보
| 요금소        | 통행량 (대/일) | 통행량 (대/일) | 통행량 (대/일) | 통행량 (대/일) | 통행량 (대/일) | 통행량 (대/일) | 통행량 (대/일) | 각주  |
| 요금소        | 2013년         | 2014년         | 2015년         | 2016년         | 2017년         | 2018년         | 2019년         | 각주  |
| ------------- | -------------- | -------------- | -------------- | -------------- | -------------- | -------------- | -------------- | ----- |
| 조암 (폐쇄식) | 6,437          | 7,219          | 2,165          | 2,350          | 2,675          | 2,939          | 3,143          | [ 4 ] |